# Северный (Вытегорский район)
Северный — посёлок в Вытегорском районе Вологодской области.
Входит в состав Девятинского сельского поселения, с точки зрения административно-территориального деления — в Девятинский сельсовет.
Расположен на Белоручейской узкоколейной железной дороге. Расстояние по автодороге до районного центра Вытегры — 45 км, до центра муниципального образования села Девятины — 19 км. Ближайшие населённые пункты — Депо, Белый Ручей.
По данным переписи в 2002 году постоянного населения не было.